# Pterolophia fuscolineata
Pterolophia fuscolineata là một loài bọ cánh cứng trong họ Cerambycidae.